# Sto lat samotności
Sto lat samotności (hiszp. Cien años de soledad) – powieść kolumbijskiego pisarza Gabriela Garcii Márqueza, uważana za arcydzieło literatury iberoamerykańskiej i światowej.
Jest jedną z najczęściej tłumaczonych i czytanych książek napisanych w języku hiszpańskim. W czasie IV Międzynarodowego Kongresu Języka Hiszpańskiego, który odbył się w kolumbijskiej Cartagenie w marcu 2007, została uznana za drugą, po Don Kichocie, najważniejszą książkę kręgu kulturowego języka hiszpańskiego.
Sto lat samotności zostało po raz pierwszy opublikowane przez wydawnictwo Sudamericana w Buenos Aires w 1967 w nakładzie 8000 egzemplarzy. Do dziś sprzedano ponad 50 milionów egzemplarzy tej książki i przetłumaczono ją na 35 języków.
Pierwsze polskie wydanie Stu lat samotności ukazało się w 1974 w tłumaczeniu Grażyny Grudzińskiej i Kaliny Wojciechowskiej nakładem Państwowego Instytutu Wydawniczego w serii „Współczesna Proza Światowa”, z oryginalnym projektem graficznym okładki autorstwa Jerzego Jaworowskiego.

## Kontekst i struktura
Gabriel García Márquez napisał Sto lat samotności w 18 miesięcy, pomiędzy 1965 a 1967, w Meksyku, dokąd przeprowadził się z Kolumbii razem z całą swoją rodziną. Do napisania tej książki autora zainspirowała w 1952 wizyta w rodzinnym miasteczku, Aracataca w Kolumbii, dokąd pojechał razem ze swoją matką. Macondo po raz pierwszy pojawia się w opublikowanym w 1954 opowiadaniu Dzień po sobocie (Un día después del sábado), natomiast różne postacie Stu lat samotności można odnaleźć na kartach innych wcześniejszych opowiadań i powieści. Na początku powieść miała nosić tytuł Dom (hiszp. La casa), ale Márquez zdecydował się w końcu na Sto lat samotności, żeby uniknąć mylenia jego powieści z książką La casa grande (Duży dom), wydaną w 1954 przez jego przyjaciela, także pisarza kolumbijskiego, Alvaro Cepeda Samudio. Pierwsze wydanie Stu lat samotności ukazało się w księgarniach 5 czerwca 1967 nakładem wydawnictwa Sudamericana z Buenos Aires, dokąd autor wysłał pocztą oryginał książki w dwóch oddzielnych częściach.
Na książkę składa się 20 rozdziałów bez tytułów. Czas relacjonowanej historii ma strukturę cykliczną – wydarzenia w wiosce i w rodzinie Buendía, a także imiona postaci, powtarzają się raz po raz, łącząc fantazję z rzeczywistością. Trzy pierwsze rozdziały zawierają historię exodusu grupy rodzin i założenia wioski Macondo, począwszy od rozdziału 4 aż do 16 czytelnik poznaje rozwój ekonomiczny, polityczny i społeczny wioski, a końcowe cztery rozdziały opisują jej upadek.
Najnowsze wydanie książki, które ukazało się w 2007 dzięki wspólnym staraniom Real Académia Española (Hiszpańskiej Akademii Królewskiej) i Asociación de Academias de la Lengua Española (Stowarzyszenia Akademii Języka Hiszpańskiego), jest wyrazem wdzięczności dla jej autora i prezentem z okazji osiemdziesiątych urodzin.

## Fabuła
Sto lat samotności opowiada historię sześciu pokoleń rodziny Buendiów w fikcyjnej miejscowości Macondo. Osadę zakłada kilka rodzin, na których czele stoją José Arcadio Buendía i Ursula Iguarán, małżeństwo kuzynów, którzy pobrali się pełni złych przeczuć i obaw z powodu swego pokrewieństwa i przekazywanej w rodzinie opowieści, zgodnie z którą ich dzieci mogą mieć świńskie ogony. Pomimo tego mają trójkę dzieci: Josego Arcadia, Aureliana i Amarantę (imiona te powtarzają się w następnych pokoleniach). José Arcadio, założyciel osady, zawsze jako pierwszy eksperymentuje z wynalazkami przywożonymi do wioski przez Cyganów. Kończy swoje życie przywiązany do drzewa, do którego przybywa duch jego wroga, Prudencia Aguilara, z którym prowadzi dysputę. Urszula, głowa rodziny, przez ponad sto lat troszczy się o rodzinę i dom.

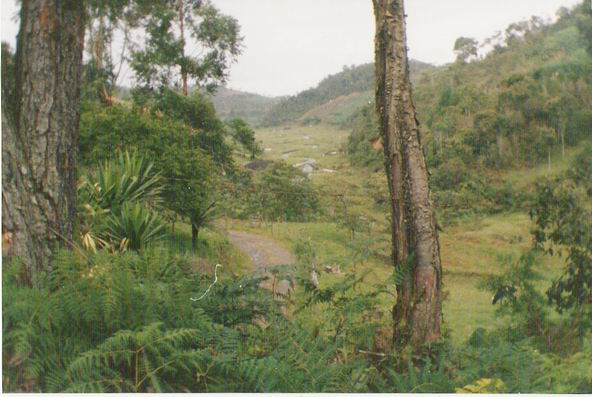
Porośnięte lasem góry Kolumbii. Tak mogłyby wyglądać okolice Macondo.

Wioska powoli rozrasta się, zaczynają do niej przybywać mieszkańcy z drugiej strony moczarów (terenu otaczającego i oddzielającego wioskę od świata zewnętrznego, tak samo jak w przypadku rodzinnego miasteczka Marqueza, Aracataca w Kolumbii). Wraz z nimi w Macondo zaczyna rozwijać się handel i budownictwo. Niestety, docierają również zarazy: bezsenności i zapomnienia. Utrata pamięci zmusza mieszkańców wioski do wynalezienia sposobu na pamiętanie wszystkich rzeczy;  José Arcadio Buendia przyczepia do przedmiotów etykiety, żeby zapamiętać ich nazwy. Metoda ta jednak również zawodzi, gdyż ludzie zapominają pisma. Na szczęście pewnego dnia do wioski powraca Melquíades (przywódca Cyganów i przyjaciel Josego Arcadia) z eliksirem przywracającym pamięć, który działa natychmiast po wypiciu. Z wdzięczności Urszula pozwala Melquíadesowi zamieszkać razem z nimi. Wtedy tworzy on pergaminy, które zostaną odcyfrowane dopiero sto lat później.
Gdy wybucha wojna domowa, miasteczko włącza się do konfliktu wysyłając do ruchu oporu oddział żołnierzy pod dowództwem pułkownika Aureliano Buendii (drugiego syna Josego Arcadia), żeby walczył z reżimem konserwatystów. W miasteczku tymczasem Arcadio (wnuk założyciela, syn Pilar Ternery i Josego Arcadia) zostaje mianowany szefem cywilnym i wojskowym i zmienia się w brutalnego dyktatora, który zostaje rozstrzelany po odzyskaniu władzy przez konserwatystów.
Wojna trwa, pułkownik Aureliano kilkukrotnie cudem unika śmierci, aż pewnego dnia, zmęczony bezsensowną walką, doprowadza do zawarcia pokoju, który będzie trwał już do końca powieści. Po podpisaniu traktatu pokojowego Aureliano strzela sobie w pierś, ale udaje się go uratować. Później pułkownik wraca do domu, odsuwa się od polityki i poświęca się wytwarzaniu rybek ze złota, zamknięty w swoim warsztacie, z którego wychodzi tylko po to, by je sprzedawać.
Aureliano Smutny, jeden z siedemnastu synów pułkownika Aureliana Buendii, uruchamia w Macondo fabrykę lodu, zostawia interes pod opieką swojego brata Aureliana Centena i wyrusza z miasta z ideą doprowadzenia kolei żelaznej. Powraca po niedługim czasie, wypełniwszy swoją misję, co przyczynia się do olbrzymiego rozwoju. Z przybyciem pociągu do Macondo dociera również telegraf, gramofon i kino. Miasto staje się centrum całej okolicy i ściągają do niego z różnych stron tysiące osób. Niektórzy z przybyszów zakładają w pobliżu Macondo plantację bananów. Miasto doskonale się rozwija, aż do dnia, w którym na plantacji bananów wybucha strajk. Żeby stłumić protest, w mieście pojawia się wojsko, a protestujący robotnicy zostają zamordowani i wrzuceni do morza.
Po masakrze robotników plantacji bananów miasto nawiedzają deszcze padające przez cztery lata, jedenaście miesięcy i dwa dni. Urszula mówi, że czeka na koniec deszczu, żeby w końcu umrzeć. Rodzi się Aureliano Babilonia, ostatni przedstawiciel rodu Buendiów (początkowo nazywany Aureliano Buendía, ale później odkrywa w pergaminach Melquíadesa, że nazwisko jego ojca brzmiało Babilonia). Gdy deszcze przestają padać, Urszula umiera i Macondo pogrąża się w smutku.
Pozostało już niewielu członków rodziny i w Macondo nikt już nie pamięta o rodzie Buendiów. Aureliano spędza cały czas w laboratorium starając się rozszyfrować pergaminy Melquíadesa. Gdy jednak z Brukseli wraca jego ciotka Amaranta Urszula, nawiązuje się między nimi romans. Amaranta Urszula zachodzi w ciążę i rodzi synka, u którego po urodzeniu odkrywają świński ogon. Amaranta Urszula umiera po porodzie na skutek krwotoku. Aureliano Babilonia, zrozpaczony, wybiega na ulicę i stuka od drzwi do drzwi, ale Macondo jest już wymarłym miastem. Spotyka jedynie właściciela szynku, który zaprasza go na butelkę gorzałki. Upojony, Aureliano zasypia. Po obudzeniu przypomina sobie o nowo narodzonym synu i biegnie do niego, ale po przybyciu odkrywa, że pożarły go mrówki.
Aureliano przypomina sobie, że zostało to przepowiedziane w pergaminach Melquíadesa i udaje mu się rozszyfrować do końca historię rodu Buendiów, która była w nich od dawna zapisana. Odkrywa, że po przeczytaniu pergaminów zakończy się jego własna historia, a wraz z nim i historia Macondo... bo plemiona skazane na sto lat samotności nie mają już drugiej szansy na ziemi.

## Główne motywy

### Samotność
Od początku do końca powieści wszyscy jej bohaterowie skazani są na cierpienie samotności, która wydaje się cechą dziedziczną w rodzinie Buendiów. Nawet samo miasteczko trwa w odizolowaniu od nowoczesności, zawsze z niecierpliwością wyczekując przybycia Cyganów przywożących nowe wynalazki. Do tego dochodzi jeszcze zapomnienie, częste w czasie powtarzających się tragicznych wydarzeń w historii kultury, jaką przedstawia dzieło.
Samotny jest pułkownik Aureliano Buendia. Jego niezdolność do wyrażenia uczuć powoduje, że wyrusza na wojnę i w różnych miejscach płodzi dzieci z różnymi matkami. Pewnego razu każe narysować wokół siebie okrąg o promieniu trzech metrów, żeby nie zbliżyła się do niego żadna istota ludzka, a po podpisaniu pokoju, żeby nie stawiać czoła przyszłości, strzela sobie w pierś, ale nie udaje mu się dopiąć celu i spędza starość w alchemicznym laboratorium wytwarzając rybki ze złota, które rozkłada i składa, wypełniając tym sposobem umowę honorową zawartą z samotnością. Jednak również inne postacie, jak między innymi, założyciel Macondo, José Arcadio Buendía (który ostatnie lata życia, uznany za wariata, spędził przywiązany do drzewa), Urszula (która doświadcza samotności związanej z utratą wzroku na starość), José Arcadio (syn założyciela) i Rebeka (którzy z powodu zniesławienia rodziny wyprowadzają się i zamieszkują sami w oddzielnym domu), Amaranta (która aż do śmierci pozostaje niezamężną dziewicą), Gerineldo Márquez (oczekujący na rentę wojenną, która nigdy nie dociera i na miłość Amaranty), José Arcadio Drugi (który po masakrze nie nawiązał już z nikim żadnego związku i ostatnie lata swojego życia spędza zamknięty w pokoju Melqíadesa), czy Pietro Crespi (który popełnia samobójstwo po odtrąceniu go przez Amarantę) cierpią z powodu samotności i opuszczenia.
Jedną z podstawowych przyczyn, dla których postacie te kończą swe życie w samotności i frustracji jest ich niezdolność do miłości i wiara w przesądy. Ten zaklęty krąg zostaje przerwany poprzez związek Aureliana Babilonii z Amarantą Urszulą, którzy nieświadomi swego pokrewieństwa, doprowadzają do tragicznego finału historii, w którym jedyne dziecko spłodzone z miłości zostaje pożarte przez mrówki. Całe „plemię” rodu Buendiów skazane było na sto lat samotności i dlatego członkowie rodziny nie mogli kochać. Wyjątkiem są Aureliano Drugi i Petra Cotes, którzy się kochają, ale jednak nie mają dziecka. Jedynym sposobem na to, żeby jakiś członek rodziny Buendiów miał dziecko w związku zawartym z miłości, było posiadanie tego dziecka z innym członkiem rodziny. To właśnie spotkało Aureliana Babilonię i jego ciotkę Amarantę Urszulę. Ich dziecko, które narodziło się z miłości, musiało jednak umrzeć, a wraz z tym zakończył się cały ród.

### Fikcja i rzeczywistość

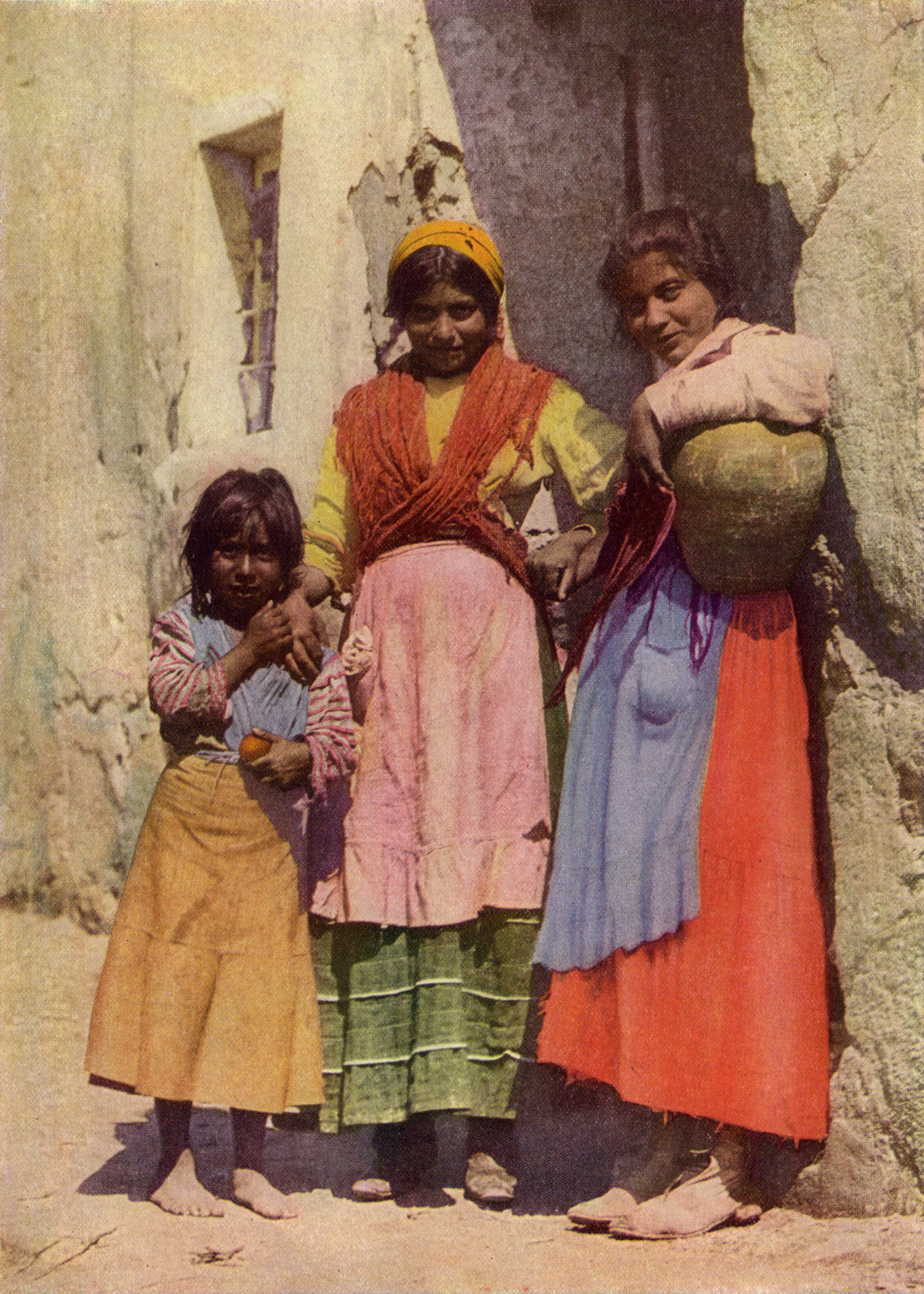
Cyganie odgrywają ważną rolę w życiu Macondo. Pokazywane przez nich niezwykłe wynalazki wprowadzają do powieści powiew magii, a pergaminy Melquíadesa stanowią zagadkę aż do samego jej końca

Narracja przedstawia zdarzenia fantastyczne umieszczone w rzeczywistości dnia codziennego, co dla bohaterów nie jest niczym niezwykłym. Często mamy również do czynienia z przerysowaniem otaczającego ich świata. Z drugiej strony, w ramach mitu Macondo przedstawione są także wydarzenia z historii Kolumbii, jak wywołane przez partie polityczne wojny domowe i masakra robotników plantacji bananów.
Wydarzenia, takie jak wniebowstąpienie Pięknej Remedios, przepowiednie w pergaminach Melquíadesa, lewitacja ojca Nicanora, pojawianie się zmarłych i niezwykłe wynalazki przywożone przez Cyganów (magnes, lupa, lód, latający dywan itp.) zaburzają obecny w książce realizm i pozwalają czytelnikowi na zagłębienie się w świat, w którym możliwe są nawet najbardziej nieprawdopodobne sytuacje.

### Kazirodztwo
Kazirodztwo (związki pomiędzy krewnymi) jest w powieści naznaczone piętnem narodzenia się dziecka ze świńskim ogonem. Pomimo tego, do takich związków dochodzi pomiędzy różnymi członkami rodziny i w różnych pokoleniach.
Historia rozpoczyna się od związku dwojga kuzynów: Josego Arcadia i Urszuli, którzy razem dorastali w jednym gospodarstwie i znają opowieść o synu ich wujostwa, który miał świński ogon. Później José Arcadio (syn założyciela miasta) żeni się z Rebeką Montiel (adoptowaną przez jego rodziców), pomimo że są praktycznie rodzeństwem. Aureliano José, nie bez frustracji, zakochuje się w swojej ciotce Amarancie i proponuje jej małżeństwo, ta jednak odrzuca jego propozycję. W końcu, pojawia się związek pomiędzy Amarantą Urszulą i jej siostrzeńcem Aurelianem Babilonią, którzy nie wiedzą, że są krewnymi, ponieważ Fernanda del Carpio, babka Aureliana, zataiła prawdę na temat jego pochodzenia.
Ten ostatni związek – jedyny prawdziwy związek miłosny w powieści – paradoksalnie prowadzi do wyginięcia rodu Buendiów, zgodnie z przepowiedniami zawartymi w pergaminach Melquíadesa.

### Nawiązania do Biblii
Powieść zawiera wiele nawiązań do Biblii i tradycji katolickiej, jak choćby sama jej struktura oparta na opisie rozwoju miasta od jego stworzenia (Genesis) aż do zniszczenia (Apokalipsa). W powieści opisano zdarzenia przez podobieństwo odwołujące się do historii Biblijnych lub wywodzących się z tradycji rzymskokatolickiej, jak na przykład analogia wniebowstąpienia Pięknej Remedios do Wniebowzięcia Najświętszej Maryi Panny; nawiązanie do Exodusu Izraelitów w obrazie podróży rodzin założycielskich z Guajiry, poprzez góry, aż do moczarów; przywołanie potopu biblijnego w pojawieniu się deszczów padających nad Macondo przez niemal 5 lat; podobieństwo zarazy bezsenności i amnezji do plag egipskich, czy kary grożącej za kazirodztwo do grzechu pierworodnego.
W powieści można odnaleźć również odwołania do historii Kościoła katolickiego, gdy ojciec Nicanor Reyna przybywając do Macondo, żeby udzielić ślubu Aurelianowi Buendii i Remedios Moscote, odkrywa, że miasteczko żyje w grzechu. Posłuszni jedynie prawom natury ludzie nie chrzczą swoich dzieci ani nie święcą dnia świętego. Ojciec Nicanor postanawia pozostać w miasteczku, żeby je zewangelizować. W miasteczku wznosi świątynię, do której przyciąga wiernych pokazem lewitacji po wypiciu czekolady. Natomiast José Arcadio (syn Aureliana Drugiego i Fernandy del Carpio) zostaje wysłany do Rzymu, ponieważ rodzina chce, żeby został papieżem, on jednak porzuca ten zamiar i po pewnym czasie powraca do miasteczka.

## Technika narracyjna
W Stu latach samotności zastosowano technikę narracji wykorzystującą szczególny typ i rytm narracji oraz przestrzeń powieści. Razem te trzy elementy powodują, że czytelnik bez trudu zagłębia się w opowiadaną historię.
Typ narracji określony jest przez trzecią osobę, narratora pasywnego, zewnętrznego względem opowiadanej historii, relacjonującego przebieg wypadków bez formułowania osądów i bez podkreślania różnicy między rzeczywistością a fantazją. Od samego początku narrator zna całą historię i opowiada ją beznamiętnie, w sposób naturalny, nawet w momentach, gdy przedstawiane są tragiczne wypadki. Ten dystans do wydarzeń pozwala na utrzymanie obiektywizmu narratora od początku do końca dzieła.
Przestrzeń powieści stanowi wszechświat opisany przez narratora, w którym przebiegają relacjonowane zdarzenia. Powieść zaczyna się założeniem Macondo, kończy jego upadkiem, a pomiędzy tymi dwoma zdarzeniami granicznymi miasto stanowi miejsce najistotniejszych działań bohaterów. Wszystko to, co dzieje się poza granicami Macondo, jest w tej relacji mniej wyraziste i spójne.
W końcu rytm narracji narzuca historii dynamizm, stanowiący uzupełnienie zastosowanego typu narracji. Narrator w niewielu słowach opowiada mnóstwo zdarzeń, kondensując informację i przedstawiając jedynie szczegóły istotne dla prezentowanej historii.

## Czas i przestrzeń
Akcja powieści toczy się w fikcyjnym miasteczku Macondo, którego realia odzwierciedlają wiele zwyczajów i anegdot, z którymi García Márquez zetknął się w młodości spędzonej w Aracataca w Kolumbii. Różnorodne oddanie upływu czasu, który raz ma charakter statycznej wieczności, kiedy indziej zaś linearności lub cykliczności, oraz rytmiczna narracja, bliska tradycji mówionej, nadają powieści niepowtarzalny charakter tajemniczego mitu, dzięki czemu krytyka zalicza ją do najważniejszych dzieł gatunku literackiego znanego jako realizm magiczny.

### Położenie geograficzne
Zawarte w powieści odwołania wskazują, że akcja toczy się gdzieś na kolumbijskim wybrzeżu karaibskim, w pobliżu gór i moczarów (obszarów, przez które przedziera się wyprawa kierowana przez Josego Arcadię Buendię po opuszczeniu miasta Riohacha). Biorąc pod uwagę bliskość ich położenia, można przyjąć, że chodzi o moczary Ciénaga Grande de Santa Marta i góry Sierra Nevada de Santa Marta, co pozwala stwierdzić, że miejsce akcji powieści znajduje się gdzieś pomiędzy gminami departamentu Magdalena: Ciénaga i Aracataca (miasto rodzinne autora).

### Umiejscowienie w historii

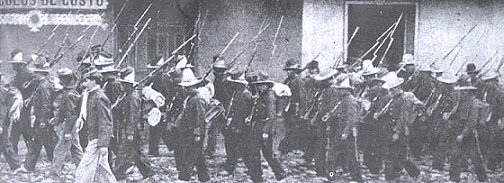
Żołnierze w czasie Wojny Tysiąca Dni.

Sto lat samotności można umiejscowić w historii Kolumbii gdzieś w okresie od połowy wieku XIX do połowy XX wieku, kiedy przez kraj przetaczały się wojny domowe wywoływane przez powstające partie: liberalną Partido Liberal Colombiano (Liberalną Partię Kolumbii) i konserwatywną Partido Conservador Colombiano (Konserwatywną Partię Kolumbii). Przyczyną wojen był spór o ustrój – liberałowie opowiadali się za ustrojem federalistycznym a konserwatyści za centralistycznym. W okresie zwanym w Kolumbii Odrodzeniem (hiszp. Regeneración; lata 1886–1899) prezydent Rafael Núñez ogłosił w 1886 roku konstytucję, która scentralizowała politykę i ekonomię, wprowadzając tym samym republikę konserwatywną (która przetrwała aż do 1930). Głównym opozycjonistą reżimu konserwatystów był Rafael Uribe Uribe, który stanął na czele wojny domowej z 1895 i Wojny Tysiąca Dni (hiszp. Guerra de los Mil Días), toczącej się w latach 1899–1902 i zakończonej podpisaniem rozejmu w Neerlandi i pokoju w Wisconsin.
W 1906 na atlantyckim wybrzeżu Kolumbii zbudowano kolej żelazną łączącą miasta Santa Marta i Ciénaga. Wtedy też w kraju powstała kompania United Fruit Company zajmująca się uprawą bananów, dzięki czemu doszło do szybkiego rozwoju całego regionu. Nieludzkie traktowanie robotników doprowadziło jednak w listopadzie 1928 do wybuchu strajku, który zakończył się wydarzeniami znanymi jako „masakra robotników plantacji bananowych”, poruszająco opisanymi w powieści.

### Czas cykliczny
Pomimo umieszczenia książki w tak konkretnych ramach historycznych, opowieść wywiera wrażenie statyczności wywołane cyklicznym powtarzaniem się zdarzeń. Gabriel García Márquez obdarzył bohaterów pojawiających się na początku książki pewnymi cechami osobowości, które powtarzają się w każdym dziecku, które rodzi się i przyjmuje to samo imię swojego przodka, jak w przypadku Aurelianów i José Arcadiów. Zjawisko cyklicznego powtarzania się przejawia się też w innych zdarzeniach, jak na przykład w związkach kazirodczych i w samotności głównych bohaterów, w zaklętym kręgu, który zostaje przerwany, dopiero gdy miasto upada i zbliża się koniec rodu Buendiów.

## Postacie

Drzewo genealogiczne rodu Buendiów

### Pierwsze pokolenie
José Arcadio Buendía
Wnuk Aureliana Buendii, prawnuk Kreola Josego Arcadia Buendii.
Patriarcha rodu Buendiów i założyciel Macondo. W wieku 19 lat żeni się ze swoją kuzynką Urszulą Iguarán. Posiada silną wolę, nie poddaje się wpływowi innych (zarówno fizycznie, jak i psychicznie), ma szalone marzenia i realizuje dziwne przedsięwzięcia. Pasjonują go tajemnice filozoficzne, prezentuje bardzo idealistyczne i śmiałe poglądy. Odpowiada za przyszłość Macondo i na początku istnienia osady jest przywódcą jej mieszkańców. Z miejscowości, w której wcześniej mieszkał, z Riohachy, musiał wyjechać z powodu konfliktu, który zakończył się zabójstwem Prudencio Aguilara. Po śmierci, duch Prudencia tuła się po domu Josego Arcadia, a gdy doprowadzonego do szaleństwa Josego Arcadia przywiązują do drzewa, duch Prudencia również tam mu towarzyszy, zamieszkując w drzewie. José Arcadio był największym marzycielem w Macondo, tak wielkim, że przypłacił to szaleństwem i zakończył swoje życie przywiązany do kasztanowca.
Urszula
Córka Aureliana Iguarán i nieznanej z imienia kobiety z rodu Buendiów. Wnuczka Tranquiliny Marii Miniaty Alacoque Buendii, prawnuczka Aureliana Arcadia Buendii. Prawnuczka Petroneli Iguarán. Kuzynka i żona Josego Arcadia Buendii. Urszula dba o dostatek całej rodziny, jest przedsiębiorcza i pracowita. Jej wysiłki i udane przedsięwzięcia pozwalają rozwijać się całej rodzinie. Jest silna i pragnie, żeby wszyscy żyli w dostatku, ale cały czas cierpi z powodu tego, że jest, jak sama to ujmuje, jedynym „głosem rozsądku” w rodzinie szaleńców.

### Drugie pokolenie
José Arcadio
Pierworodny syn Urszuli Iguarán i Josego Arcadia Buendii. Posiada silny charakter odziedziczony po ojcu i impulsywny sposób bycia. Nawiązuje romans z Pilar Ternerą, ale porzuca ją, gdy zachodzi z nim w ciążę. Opuszcza rodzinę z powodu miłości do pewnej Cyganki, ale niespodziewanie powraca po wielu latach jako potężny, pokryty tatuażami mężczyzna, którego marynarski żargon świadczy o tym, że przemierzył wiele mórz świata. Żeni się z Rebeką, a ponieważ jest to związek kazirodczy, młodzi małżonkowie żyją w oddaleniu od rodziny. Kilka dni po uratowaniu swojego brata od egzekucji José Arcadio zostaje zastrzelony przez nieznanego sprawcę. Struga krwi z jego ciała przepływa przez całe Macondo, a zapach prochu unosi się nad miastem jeszcze długo po jego pogrzebie.
Pułkownik Aureliano Buendía
Jest drugim synem w rodzinie i pierwszym dzieckiem urodzonym w Macondo. Po ojcu odziedziczył mentalność i naturę filozofa. Studiuje metalurgię i złotnictwo. Gdy wybucha wojna domowa, wiedziony pasją do broni i nauki, wstępuje do partii liberalnej i zostaje pułkownikiem dowodzącym siłami rewolucjonistów. Walczy z konserwatywnym rządem kolumbijskim w 32 zbrojnych powstaniach, wielokrotnie udaje mu się uniknąć śmierci, rozstrzelania, wyroku śmierci i egzekucji. Na skutek bólu i rozchwiania emocjonalnego związanego z wojną, całkowicie traci zainteresowanie walką, podpisuje traktat pokojowy i powraca do domu. Starość spędza w swoim starym warsztacie złotniczym, pozbawiony pamięci i zdolności do odczuwania czegokolwiek całymi dniami wytwarza małe rybki ze złota.
Remedios Moscote
Remedios jest najmłodszą córką zarządcy Macondo z ramienia rządu konserwatywnego, don Apolinara Moscote. Pomimo jej młodego wieku zakochuje się w niej przyszły pułkownik Aureliano; ze ślubem trzeba jednak poczekać, aż Remedios Moscote osiągnie odpowiedni wiek. Ku zaskoczeniu wszystkich Remedios staje się wspaniałą żoną – ale umiera „zatruta własną krwią, z parą martwych bliźniaków w brzuchu”.
Amaranta
Najmłodsza córka Josego Arcadia Buendii. Dorastała w towarzystwie Rebeki, jednak jej uczucia do niej zmieniają się po pojawieniu się Pietra Crespiego. Ponieważ obie okazują mu zainteresowanie, rodzi się między nimi rywalizacja. Gdy Rebeka wychodzi za mąż za Josego Arcadia, Amaranta odrzuca wszystkich mężczyzn starających się o jej rękę, nawet Pietra Crespiego, który ją adoruje po odrzuceniu przez Rebekę. Stanowcza odmowa Amaranty staje się przyczyną samobójczej śmierci Pietra Crespiego. Amaranta nawiązuje krótki romans ze swoim bratankiem, Aurelianem Josem, a w rozpaczliwej próbie przezwyciężenia samotności dotyka w sposób nieodpowiedni Josego Arcadia, wnuka swojego bratanka (syna Fernandy i Aureliana Drugiego), gdy ten ma zaledwie trzy lata. Umiera w samotności, będąc ciągle dziewicą, po tym, jak przez ponad cztery lata tkała i haftowała swój własny całun.
Rebeka
Rebeka jest sierotą, która pojawia się w Macondo po utracie rodziców w czasie plagi bezsenności. Trauma ta naznacza całe jej życie i zawsze, gdy przechodzi jakiś kryzys emocjonalny, nie może się powstrzymać od jedzenia ziemi, dżdżownic i wapna ze ścian. Odrzucając Pietra Crespiego wychodzi za mąż za Josego Arcadia po jego powrocie. Wydziedziczona przez Urszulę za to, że wyszła za mąż w czasie trwania żałoby po śmierci Remedios oraz za „niewyobrażalny brak szacunku” przejawiający się tym, że związek ten jest niemal kazirodczy. Gdy jej mąż ginie zastrzelony, Rebeka odizolowuje się od świata. Zgorzkniała, resztę życia spędza w samotności, jedynie w towarzystwie służącej.

### Trzecie pokolenie
Arcadio
Arcadio jest synem Pilar Ternery i Josego Arcadia syna. Jest nauczycielem, ale podejmuje się rządzenia miastem na prośbę pułkownika Aureliana Buendii, który wyrusza z Macondo na wojnę. Arcadio zmienia się wtedy w tyrana wykorzystującego swoich uczniów jako osobistą gwardię. Ginie rozstrzelany po odzyskaniu władzy przez konserwatystów.
Aureliano José
Syn Pilar Ternery i pułkownika Aureliana Buendii. Towarzyszy swemu ojcu w kilku wojnach, ale powraca do Macondo, ponieważ jest zakochany w swojej ciotce Amarancie. Ginie w czasie wojny zastrzelony przez kapitana, dowódcę garnizonu, gdy próbuje uciec przed patrolem policji.
Santa Sofía de la Piedad
Santa Sofía jest żoną Arcadia, matką Pięknej Remedios, Josego Arcadia Drugiego i Aureliana Drugiego. W powieści odgrywa rolę drugoplanową, zajmuje się domem w czasie choroby Urszuli. Ku zaskoczeniu wszystkich, odchodzi pod koniec istnienia Macondo, na kilka lat przed jego upadkiem.
Siedemnastu Aurelianów
Biorąc udział w trzydziestu dwóch zbrojnych powstaniach pułkownik Aureliano Buendía doczekał się siedemnastu synów z siedemnastoma różnymi kobietami, z każdą z których spędził tylko jedną noc – tłumaczy się to zwyczajem posyłania młodych dziewczyn do żołnierzy, żeby się z nimi przespały. Dom rodu Buendiów odwiedza siedemnaście różnych matek proszących Urszulę o ochrzczenie ich synów. Urszula każdemu nadaje imię Aureliano i nazwisko matki. Później Aurelianowie przyjeżdżają na jakiś czas do domu Buendiów. W czasie nabożeństwa w Środę Popielcową zostają naznaczeni na czole krzyżem z popiołu, którego nie udaje się już zmyć. Dwóch z nich zostaje w Macondo. Gdy pewnego dnia pułkownik Aureliano Buendía grozi, że uzbroi wszystkich swoich synów i wyśle przeciw władzom, szesnastu Aurelianów zostaje zastrzelonych w ciągu jednej nocy przez nieznanych sprawców, którym krzyże z popiołu posłużyły za cel. Z masakry ocalał jedynie Aureliano Amador, który uniknął kul i ukrył się w górach. Również jednak on zostaje zamordowany wiele lat później, gdy po powrocie do domu nie zostaje rozpoznany przez Aureliana Babilonię i Josego Arcadia, którzy wyrzucają go na ulicę. Zostaje rozstrzelany przez ukryty w pobliżu patrol policji.

### Czwarte pokolenie
Piękna Remedios
Remedios, córka Arcadia i Sofii de la Piedad, odziedziczyła urodę swojej matki. Mówi się, że jest najpiękniejszą kobietą na świecie i chociaż mężczyźni giną próbując ją zdobyć, zachowuje niewinność przez całe swoje życie. Pułkownik Aureliano Buendía twierdził, że jest jedyną inteligentną osobą domu, pomimo tego, że trzeba było jej pilnować, żeby na ścianach nie rysowała zwierzątek patykiem umoczonym we własnych odchodach. Jej zapach i wygląd nie dawały spokoju mężczyznom (spoza rodziny) z Macondo i plantacji bananów. Pewnej nocy Remedios wstępuje z duszą i ciałem do nieba. Dzieje się to na oczach Amaranty. Fernanda jest zła z tego powodu, ponieważ Remedios zabrała ze sobą jej prześcieradła.
José Arcadio Drugi
José Arcadio Drugi jest bliźniakiem Aureliana Drugiego, synem Arcadia i Sofii de la Piedad. Urszula uważa, że bliźnięta, gdy były niemowlętami, zostały ze sobą zamienione, ponieważ José Arcadio zaczyna przejawiać charakter innych Aurelianów w rodzinie, wyrastając na osobę spokojną i skłonną do rozmyślań. Odgrywa istotną rolę w czasie strajku robotników plantacji bananów i jest jedną z osób ocalałych z masakry (drugą jest dziecko, które miał na rękach w czasie ogłoszenia dekretu, który doprowadził do masakry). Potem poświęca resztę swojego życia na studiowanie manuskryptów Melquíadesa i uczenie małego Aureliana. Umiera w tym samym czasie, co jego brat bliźniak.
Aureliano Drugi
Z dwójki braci, Aureliano Drugi jest bardziej ruchliwy i impulsywny, jak wszyscy członkowie rodziny noszący imię José Arcadio. Petra Cotes jest jego kochanką, nawet w czasie trwania małżeństwa z Fernandą del Carpio. W czasie, gdy mieszka z Petrą, jego stada niesłychanie się rozrastają, co pozwala mu na zaspokajanie swoich dzikich zachcianek. Po potopie jego fortuna znika. Rozpoczyna poszukiwania skarbu, co w końcu doprowadza go do szaleństwa. Traci wszystko i umiera w tym samym czasie co jego brat. W czasie pogrzebu dochodzi do pomyłki, ich ciała zostają zamienione i każdy z nich zostaje pochowany w grobie drugiego.
Fernanda del Carpio
Ponura postać. Urodziła się w mieście położonym na pustynnym płaskowyżu daleko za moczarami. W młodości chodziła do szkoły klasztornej, gdzie przygotowywano ją do bycia królową. Po ukończeniu nauki, mieszka ze swoim ojcem, ponieważ wcześniej zmarła jej matka. Z domu rodzinnego zabiera ją Aureliano Drugi, który przyjeżdża się z nią ożenić. Aureliano po raz pierwszy spotkał Fernandę, gdy ta wraz ze swoim orszakiem przybyła na karnawał do Macondo, próbując bezskutecznie odebrać Pięknej Remedios tytuł królowej zabawy. Przybycie Fernandy do domu rodu Buendiów, przez jej ponury i smutny charakter, staje się oznaką początku upadku Macondo.

### Piąte pokolenie
Renata Remedios (Meme)
Meme jest pierwszą córką Fernandy i Aureliana Drugiego. Zostaje wysłana do szkoły, żeby się nauczyła grać na klawikordzie i kończy studia z pełnym sukcesem. Czas swój dzieli między grę na klawikordzie z „niezłomną dyscypliną” a kino i przyjęcia, w których uczestniczy razem ze swoim ojcem. Poznaje Mauricia Babilonię, czeladnika u mechanika w warsztatach Kampanii Bananowej, i zakochuje się w nim. Kiedy jednak Fernanda odkrywa, że doszło między nimi do kontaktów seksualnych, prosi alkada o wystawienie pod jej domem straży nocnej. W czasie jednej ze swoich nocnych wizyt Mauricio zostaje postrzelony przez strażników i zostaje inwalidą. Fernanda wysyła córkę do klasztoru. Meme wtedy milknie i nie odzywa się już do końca życia, nie z powodu traumy, ale na dowód swego sprzeciwu i determinacji. Parę miesięcy później orientuje się, że jest w ciąży. Rodzi syna, któremu mniszki nadają imię Aureliano, na cześć jego dziadka. Meme żyje do późnej starości i umiera w ponurym szpitalu w Krakowie, nie wypowiadając do samego końca ani jednego słowa.
José Arcadio
José Arcadio, brat Meme, nazwany podobnie jak jego poprzednicy zgodnie z tradycją rodzinną, ma charakter Arcadiów z poprzednich pokoleń. Wychowuje go Urszula, która chcąc, żeby został Papieżem, wysyła go do Rzymu. José Arcadio po krótkim jednak czasie opuszcza seminarium. Po powrocie z Rzymu i po śmierci swojej matki, odnajduje zakopany skarb, który trwoni na wystawne przyjęcia, w czasie których nawiązuje kontakty seksualne z młodymi chłopcami. Później zaprzyjaźnia się z Aurelianem Babiolonią, z którym planuje założyć przedsiębiorstwo i powrócić do Rzymu. Zostaje jednak zamordowany w basenie we własnym domu przez czterech chłopców, którzy kradną całe jego ukryte złoto.
Amaranta Urszula
Amaranta Urszula jest najmłodszą córką Fernandy i Aureliana. Ma wszystkie cechy charakteru Urszuli (matki rodu), która umiera, gdy Amaranta Urszula jest jeszcze małą dziewczynką. Pewnego dnia mniszki przynoszą do domu Buendiów dwumiesięczne dziecko, Amaranta Urszula nigdy się nie dowie, że ten chłopczyk jest jej siostrzeńcem, synem Meme. Dzieciństwo spędza w szkole w Europie, skąd wraca z mężem, Gastonem, który opuszcza ją jednak wkrótce i powraca do Europy, żeby uruchomić pocztę lotniczą. Gdy Amaranta Urszula informuje męża o swoim romansie z Aurelianem Babilonią, ten reaguje na wiadomość spokojnie, jak gdyby nic się nie stało. Amaranta Urszula umiera podczas porodu, pozostawiając Aurelianowi syna, ostatniego członka rodziny.

### Szóste pokolenie
Aureliano Babilonia
Aureliano jest synem Meme i Mauricia Babilonii. Rodzi się w klasztorze, w którym została zamknięta jego matka, zostaje jednak wkrótce wysłany do domu Buendiów, gdzie jego babka, Fernanda, ukrywa go przed całym światem. Charakter ma podobny do pułkownika Aureliana. Udaje mu się poznać Urszulę, która umiera jednak, gdy on jest jeszcze dzieckiem. Nawiązuje wielką przyjaźń z Josem Arcadiem Drugim, który opowiada mu prawdę o masakrze robotników Kompanii Bananowej. Podczas gdy inni członkowie rodziny odchodzą i powracają, Aureliano pozostaje przez cały czas w domu. Dopiero po śmierci Fernady ośmiela się wyjść na ulice opustoszałego miasta. Odkrywa manuskrypty Melquíadesa, przerywa jednak ich studia, gdy się zakochuje w Amarancie Urszuli. Po jej śmierci ponownie próbuje rozszyfrować pergaminy Melquíadesa, co prowadzi do końca całej historii.

### Siódme pokolenie
Aureliano
Syn Aureliana Babilonii i jego ciotki, Amaranty Urszuli. Zgodnie z przesądem, w który wierzyła Urszula, rodzi się ze świńskim ogonem i jest symbolem końca rodziny Buendiów. Mimo że jego matka chciała nadać mu imię Rodrigo, jego ojciec postanawia nadać mu imię Aureliano, zgodnie z tradycją rodu Buendiów. Amaranta Urszula umiera w czasie porodu, a z powodu zaniedbania, jakiego dopuszcza się jego ojciec, umiera również Aureliano, pożarty przez mrówki.

### Osoby spoza rodu Buendiów
Prudencio Aguilar
Prudencio mieszka w dawnej wiosce, z której wywodzi się José Arcadio Buendía (założyciel Macondo). W czasie sprzeczki, do której dochodzi podczas walki kogutów José Arcadio Buendía zabija go włócznią. Duch Prudencia zaczyna prześladować Josego Arcadia, który próbując przed nim uciec opuszcza z Urszulą rodzinną wioskę i po długiej wędrówce zakłada Macondo. Jednak duch Prudencia Augilara dociera za nimi do Macondo i często prowadzi dysputy ze swoim żywym przyjacielem, Josem Arcadiem.
Melquíades
Melquíades należy do grupy Cyganów, którzy odwiedzają Macondo każdego marca, przywożąc ze sobą przedmioty z różnych stron świata. Melquíades sprzedaje w Macondo wiele nowych wynalazków, między innymi dwa magnesy (José Arcadio Buendía myśli, że będą przyciągały złoto i stanie się dzięki nim milionerem), gigantyczną lupę (José Arcadio Buendía chce ją wykorzystać jako broń) i laboratorium alchemiczne czy nieznany dotychczas lód, na który José Arcadio Buendía wydaje fortunę po to tylko, żeby on i jego synowie mogli go dotknąć. Pomiędzy Melquíadesem i Josem Arcadiem Buendią rodzi się wielka przyjaźń. Pewnego dnia Cyganie przynoszą wiadomość, że Melquíades zmarł na febrę w Singapurze, ale później wielokrotnie jeszcze wraca z martwych i zamieszkuje z rodziną Buendiów. Zapisuje pergaminy, na których przepowiada historię rodu Buendiów. Pergaminy zostaną odczytane dopiero znacznie później przez Aureliana Babilonię. Melquíades również uwalnia wioskę od zarazy bezsenności, przywleczonej do Macondo przez Rebekę.
Pilar Ternera
Pilar przybyła do Macondo ze swoimi rodzicami razem z grupą, która założyła miasteczko. Staje się kochanką braci Aureliana i Josego Arcadii Buendii i rodzi im synów, odpowiednio, Aureliana Josego i Arcadia. Później staje się obiektem pożądania samego Arcadia i aby unikną jego zalotów poznaje go z Santa Sofía de la Piedad. W późniejszych czasach jej dom staje się schronieniem dla kochanków. Pilar przepowiada przyszłość z kart. Umiera mając ponad 140 lat i zostaje pogrzebana bez trumny, w ogromnej fosie, siedząc na swoim fotelu na biegunach.
Nicanor Ulloa i Rebeca Montiel
Rodzice biologiczni Rebeki Buendii. Ich kości, które Rebeka przywiozła ze sobą do Macondo w worku, zostają ostatecznie pogrzebane w pobliżu grobu Melquíadesa.
Pietro Crespi
Pietro jest włoskim muzykiem, który przyjeżdża, żeby zainstalować w domu Buendiów pianolę. Ostatecznie zostaje w Macondo i zakłada szkołę muzyczną. Zaręcza się z Rebeką, ale Amaranta, która również się w nim zakochuje, przyczynia się do tego, że do ślubu nie dochodzi przez całe lata. Gdy o rękę Rebeki prosi José Arcadio, Pietro zabiega o Amarantę, ta jednak go odrzuca. Załamany utratą obydwu sióstr popełnia samobójstwo.
Petra Cotes
Petra jest kochanką Aureliana Drugiego. Kontynuują swój związek nawet po ślubie Aureliana Drugiego, który w końcu zamieszkuje z Petrą. To rani jego żonę, Fernandę del Carpio. Gdy Aureliano i Petra uprawiają miłość, ich zwierzęta stają się bardziej płodne i rozmnażają się w niesłychanym tempie. Całe stado ginie jednak w czasie trwającego niemal pięć lat potopu. Petra zarabia na życie organizując loterie fantowe. Po śmierci Aureliana Drugiego przysyła Fernandzie i jej rodzinie kosze z żywnością.
Mr. Herbert i Mr. Brown

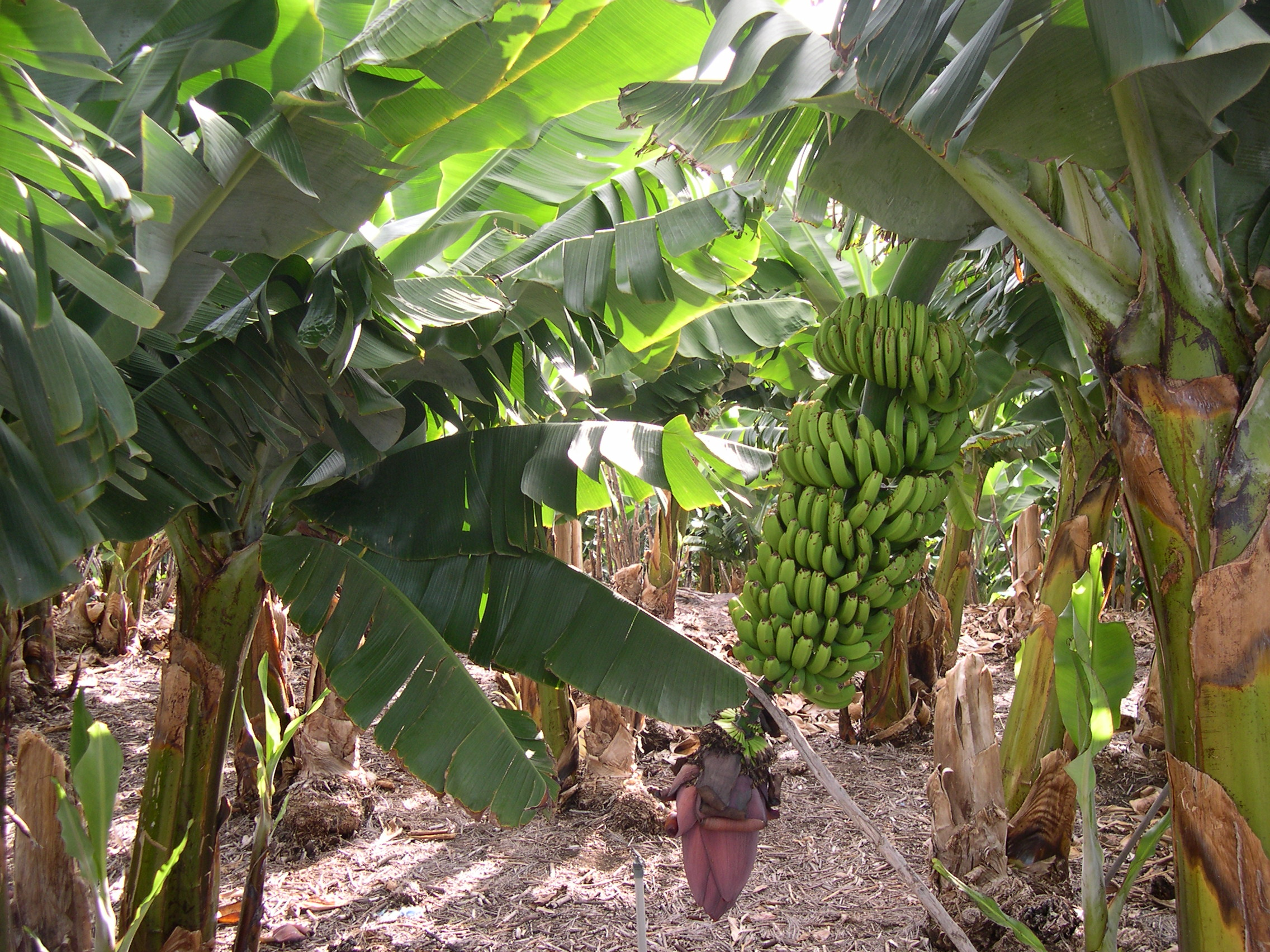
Plantacja bananów.

Mr. Herbert – gringo, który pewnego dnia gości na obiedzie w domu Buendiów. W czasie obiadu po raz pierwszy zjada banany, które tak mu przypadają do gustu, że postanawia założyć Kompanię Bananową – firmę, która ma się zająć uprawą plantacji bananów w Macondo. Na czele Kompanii Bananowej staje jej prezes, Mr. Brown. Meme zaprzyjaźnia się z córką Mr. Browna, Patrycją. José Arcadio Drugi bierze udział w strajku robotników Kompanii Bananowej. Wojsko otacza strajkujących na rynku miasta i otwiera do nich ogień. Zwłoki zabitych zostają w tajemnicy przewiezione pociągiem na wybrzeże i wrzucone do morza. José Arcadio jest jedyną osobą pamiętającą tę masakrę. Kompania Bananowa po stłumieniu oporu przy użyciu wojska opuszcza Macondo, jednak masakra, której się dopuszczono wywołuje trwające prawie pięć lat opady deszczu.
Mauricio Babilonia
Mauricio jest czeladnikiem mechanika w warsztatach Kompanii Bananowej. W jego pobliżu zawsze latają żółte motyle. Mauricio nawiązuje romantyczny związek z Meme, ale Fernanda to odkrywa i próbuje im przeszkodzić. Mauricio, niezrażony, zakrada się do domu Meme, żeby się z nią spotykać, aż kiedyś zostaje postrzelony przez strażnika przysłanego przez alkalda na życzenie Fernandy, który wziął Mauricia za złodzieja kur. Mauricio do końca życia pozostaje inwalidą. Meme zachodzi z nim w ciążę i rodzi syna, Aureliana.
Gaston
Gaston jest Belgiem, mężem Amaranty Urszuli. Pobierają się w Europie i przyjeżdżają do Macondo. Gaston jest około piętnaście lat starszy od Amaranty Urszuli. Jest pilotem samolotowym i podróżnikiem. Gdy orientuje się, że jego żona zamierza zostać w Macondo, chce sprowadzić swój samolot żeby uruchomić pocztę lotniczą. Jednak przez pomyłkę samolot zostaje wysłany do Afryki. Gaston wyrusza w podróż, żeby go odzyskać. Gdy po długim czasie do Macondo dociera wieść o rychłym powrocie Gastona, Amaranta wyznaje mu w liście, że jest zakochana w Aurelianie Babilonii. Gaston przyjmuje wiadomość z naturalnością, prosząc jedynie o przesłanie mu jego welocypedu i życząc kochankom wiele szczęścia.

## Opinia krytyki
Od czasu swej publikacji w 1967 roku, Sto lat samotności doczekało się wielu rozpraw krytycznych i interpretacji we wszystkich kręgach kulturowych, do których dzieło to dotarło.
W obszarze kultury latynoamerykańskiej o powieści wypowiedziało się wielu wybitnych przedstawicieli literatury. Pisarz peruwiański Mario Vargas Llosa, który w 1971 wydał książkę García Márquez: historia de un deicidio (hiszp. García Márquez: historia zabójstwa Boga) zawierającą analizę Stu lat samotności, stwierdza, że powieść ta jest „jedną z najważniejszych opowieści napisanych w naszym języku”, że wyróżnia ją zdolność stworzenia „rozległego świata, uwięzienia w przestrzeni powieści niezliczonej ilości różnorodnych faktów i rzeczy”. Mario Benedetti, pisarz urugwajski, w 1972 określił Sto lat samotności mianem „przedsięwzięcia, które w swych zamierzeniach wydaje się czymś nierealnym, a które jednak w ostatecznej realizacji okazało się po prostu arcydziełem”. Benedetti stwierdził również, że Macondo przed powstaniem książki było obrazem Kolumbii, obecnie zmieniło się w symbol całej Ameryki Łacińskiej. Pisarz chilijski, laureat Nagrody Nobla w dziedzinie literatury, Pablo Neruda, nazwał tę książkę „«Don Kichotem» naszych czasów.”
Jednym z najważniejszych krytyków z kręgu kultury angloamerykańskiej był pisarz i dziennikarz amerykański Norman Mailer, w którego opinii Gabriel García Márquez w tej powieści „powołał do życia setki światów i postaci, tworząc dzieło całkowicie zadziwiające.” Tunezyjski pisarz Hubert Haddad, zaliczany do kręgu kultury francuskiej, analizując dzieło Garcii Márqueza zaliczył je do książek opisujących wspomnienia autora, odnosząc się do faktu, że opowieść toczy się w środowisku, z którego autor się wywodzi.
Również inne znane osobistości wypowiadały się na temat Stu lat samotności, jak na przykład malarz hiszpański Pablo Picasso, który przyznał, że powieść ta wywarła na nim duże wrażenie, co się nie zdarzyło od wielu lat w przypadku żadnego innego dzieła literackiego. Były prezydent Stanów Zjednoczonych Bill Clinton wyjawił natomiast, że Sto lat samotności jest jego ulubioną książką.
W Polsce swojej fascynacji książką Sto lat samotności nie ukrywa Włodzimierz Czarzasty. Wynikiem tego zauroczenia jest przejęcie przez wydawnictwo Muza od PIW-u praw do wydania książki w kraju.

## Tłumaczenia

### Przekład polski
Pierwsze polskie wydanie Stu lat samotności ukazało się w 1974 w przekładzie filolog Grażyny Grudzińskiej i tłumaczki Kaliny Wojciechowskiej. Grażyna Grudzińska jest znawcą literatury iberoamerykańskiej, profesorem Uniwersytetu Warszawskiego. Kalina Wojciechowska przełożyła na język polski dzieła literatury hiszpańskiej i angielskiej, między innymi książki Miguela de Unamuno, czy Williama Faulknera. Pierwsze wydania Stu lat samotności ukazały się w Polsce nakładem Państwowego Instytutu Wydawniczego, najnowsze są natomiast publikowane przez Wydawnictwo Muza SA.

### Przekład angielski
Tłumaczenia Stu lat samotności na język angielski dokonał w 1970 uczony i tłumacz Gregory Rabassa. García Márquez skontaktował się z Rabassą z rekomendacji Julia Cortazara, który współpracował z nim nad tłumaczeniem Gry w klasy. Dzięki przekładowi powieści Garcii Marqueza, Rabassa stał się sławny, zwłaszcza że pochwał nie szczędził sam autor, do tego stopnia nawet, iż przy wielu sposobnościach stwierdzał, że woli wersję angielską od oryginału.
W języku angielskim powieść, która ukazała się pod tytułem One Hundred Years of Solitude, znalazła się na liście najlepiej sprzedających się książek, zdobywając zainteresowanie czytelników i wydawców anglojęzycznych, a nawet wywierając wpływ na dzieła innych współczesnych pisarzy.

### Przekład włoski
Jedno z pierwszych tłumaczeń na język włoski zostało dokonane przez Enrico Cicogna w 1968 roku i opublikowane przez wydawnictwo Feltrinelli pod tytułem Cent’anni di solitudine. Cicogna, któremu trafnie udaje się oddać sposób narracji Garcii Marqueza, stał się oficjalnym tłumaczem jego dzieł na język włoski.

### Przekład francuski
We Francji książka została przetłumaczona przez filologów Claude’a i Carmen Durand w 1968 i opublikowana przez paryskie wydawnictwo Editions du Seuil pod francuskim tytułem Cent ans de solitude. Małżeństwo Durand przełożyło również dzieła innych autorów latynoamerykański, między innymi książki Isabel Allende.

### Przekład niemiecki
Niemiecki przekład Stu lat samotności ukazał się w 1970 pod tytułem Hundert Jahre Einsamkeit i był dziełem Curta Meyera-Clasona, który może się poszczycić imponującą listą przekładów literatury hiszpańskiej i portugalskiej. Na szczególną uwagę zasługują dokonane przez Meyera-Clasona tłumaczenia książek Jorge Luisa Borgesa, Pablo Nerudy, Césara Vallejo i Rubena Darío.

### Przekład na esperanto
Przekładu książki na język esperanto dokonał w 1992 hiszpański dziennikarz i filolog Fernando de Diego. W tym języku książka nosi tytuł Cent jaroj da soleco. Fernando de Diego jest tłumaczem na język esperanto innych dzieł literatury światowej, wśród których należy wymienić takie tytuły, jak Przemyślny szlachcic Don Kichote z Manczy Miguela de Cervantesa, Dwadzieścia wierszy o miłości i jedna pieśń rozpaczy  Pablo Nerudy, czy Rodzinę Pascuala Duarte Camilo José Celi.

## Oddźwięk
O oryginalności dzieła świadczy wpływ, jaki wywarło ono na światową literaturę. Uważa się, że Sto lat samotności zapoczątkowało boom literatury iberoamerykańskiej i realizmu magicznego. Wielu pisarzy wiernie stosowało się do zasad tego stylu, między innymi Isabel Allende. Powieść Marqueza spowodowała powstanie nurtu w literaturze, który miał swój oddźwięk również w krajach tak dalekich, jak Indie, gdzie wpływowi tego stylu uległ Salman Rushdie. W Polsce do nurtu realizmu magicznego zaliczane są książki Olgi Tokarczuk.
Książka Marqueza stała się również inspiracją dla innych dziedzin sztuki, na przykład dla utworów muzycznych. Wokół powieści osnute są utwory Roderigo grupy Seven Mary Three, The Sad Waltzes of Pietro Crespi Owena, Banana Co. grupy Radiohead, Macondo piosenkarza meksykańskiego Oscara Chaveza i „W deszczu maleńkich żółtych kwiatów” Myslovitz.
Powieść Garcii Márqueza jest inspiracją dla twórczości Jana Jakuba Kolskiego. Reżyser wskazuje na analogie pomiędzy swoim życiorysem a losami autora Stu lat samotności, wskazuje też na podobieństwa Macondo i Popielaw, gdzie spędził dzieciństwo.
Niedawno reżyser Peter Gothar zrealizował dla telewizji węgierskiej film dokumentalny oparty na Stu latach samotności. Film został nakręcony w kolumbijskiej Cartagenie w ramach serii telewizyjnej zatytułowanej „A Nagy Könyv”.
W rodzinnej miejscowości Gabriela Garcii Márqueza, Aracataca, która była pierwowzorem Macondo, w 2006 przeprowadzono z inicjatywy jej burmistrza Pedro Sáncheza referendum w sprawie zmiany jej nazwy, która obowiązuje od 1915 roku. Pomysłodawcy referendum chcieli nadać miejscowości nazwę Macondo, jak w powieści. Z powodu bardzo niskiej frekwencji pomysł został zarzucony, ponieważ do jego przeforsowania konieczne było 7 500 głosów popierających, a w referendum uczestniczyło jedynie 3 596 wyborców.
W czasie IV Międzynarodowego Kongresu Języka Hiszpańskiego, który odbył się 26 marca 2007 w kolumbijskiej Cartagenie, z okazji 40. rocznicy publikacji Stu lat samotności Gabriel García Márquez został w szczególny sposób uhonorowany. Goście kongresu, w którym uczestniczyło wiele znakomitości, między innymi król Hiszpanii, Juan Carlos I, królowa Zofia, prezydent Kolumbii, Alvaro Uribe Velez, prezydent Panamy Martín Torrijos, były prezydent Stanów Zjednoczonych Bill Clinton i liczni pisarze, nie szczędzili słów uznania dla dzieła Garcii Márqueza. Ponadto, Hiszpańska Akademia Królewska razem ze Stowarzyszeniem Akademii Języka Hiszpańskiego podjęły decyzję o przygotowaniu rocznicowego wydania Stu lat samotności, mając nadzieję na równie dobre przyjęcie, jak to z jakim spotkało się specjalne wydanie Don Kichota z Manczy, które dwa lata wcześniej przygotowano z okazji 400. rocznicy książki Cervantesa. Specjalne wydanie Stu lat samotności będzie zawierało eseje dotyczące dzieła Marqueza, przygotowane przez Álvaro Mutisa, Carlosa Fuentesa, Mario Vargasa Llosę, Víctora Garcíę de la Concha i Claudio Guillena. To tylko niektóre, z obchodów rocznicowych, jakie zostały zaplanowane na 2007.

## Nagrody
Sto lat samotności zdobyło w 1972 przyznawaną w Wenezueli nagrodę Premio Rómulo Gallegos. Ponadto, w 1982 Gabriel García Márquez otrzymał Nagrodę Nobla w dziedzinie literatury za całokształt twórczości.